# Stéphane Lauvergne
Stéphane Lauvergne (Clermont-Ferrand, 23 gennaio 1968) è un ex cestista francese.
È il padre di Joffrey Lauvergne.

## Carriera
Con la Francia ha disputato i Campionati europei del 1989.